# Cuélas
Cuélas är en kommun i departementet Gers i regionen Occitanien i sydvästra Frankrike. Kommunen ligger i kantonen Masseube som tillhör arrondissementet Mirande. År 2022 hade Cuélas 125 invånare.

## Befolkningsutveckling
Antalet invånare i kommunen Cuélas
Referens:INSEE